# Bruchela rufipes
Bruchela rufipes – gatunek chrząszcza z rodziny kobielatkowatych i podrodziny Urodontinae.
Chrząszcz o ciele długości od 2 do 2,8 mm, ubarwionym czarno z wyjątkiem elementów czułków i odnóży. Biczyk czułka jest czerwony lub żółtoczerwony z ostatnim lub trzema ostatnimi członami przyciemnionymi. Odnóża przedniej pary są w całości czerwone lub żółtoczerwone. W środkowej i tylnej parze barwę tę mają golenie, natomiast stopy są brunatne, a uda głównie czarne. Zarówno wierzch jak i spód ciała gęsto porastają białawe włoski łuskowatego kształtu, przy czym te na wierzchu są szersze niż u B. suturalis i B. conformis. Głowa zaopatrzona jest w przeciętnych rozmiarów wyłupiaste i prawie okrągłe oczy. Przedplecze jest nieco dłuższe niż szersze i ma zarys dzwonkowaty: przedni jego brzeg jest przewężony, boczne zaokrąglone i ku przodowi zwężone, zaś tylny wyciągnięty ku tyłowi i tam prosto ścięty. Pokrywy są półtora raza dłuższe niż w barkach szerokie, przy szwie pozbawione kontrastującej przepaski z białego owłosienia. Na pygidium widnieje szeroka i głęboka bruzda zanikająca w jego tylnej połowie. Dymorfizm płciowy przejawia się w budowie piątego (ostatniego) z widocznych sternitów odwłoka: u samca ma on obrzeżone krawędziami zagłębienie, a u samicy niewielki dołek zarośnięty łuskowatymi włoskami.
Owad ten jest oligofagiem, związanym z rezedami, zwłaszcza z rezedą żółtawą. Owady dorosłe spotyka się w maju i czerwcu. Żerują na kwiatach i liściach rośliny żywicielskiej. Larwy z kolei odbywają rozwój w jej torebkach nasiennych, gdzie żerują na nasionach. Wyrośnięte opuszczają torebki i przepoczwarczają się w wierzchniej warstwie gleby.
Gatunek znany z Hiszpanii, Francji, Szwajcarii, Austrii, Włoch, Niemiec, Polski, Czech, Słowacji, Węgier, Ukrainy, południowej Rosji, Rumunii, Serbii, Bułgarii, Macedonii, Grecji i Algierii. W Polsce odnotowany został na nielicznych stanowiskach, głównie w południowej części kraju.